# Gala dos Sonhos
A Gala dos Sonhos é um espetáculo solidário anual promovido pela Associação Sara Carreira, uma organização sem fins lucrativos criada em homenagem à cantora e atriz portuguesa Sara Carreira, filha do famoso cantor Tony Carreira. O evento tem como principal objetivo celebrar a vida e o legado de Sara Carreira, promovendo a solidariedade, o talento jovem e a esperança. 
Em agosto de 2024, foi noticiado que a quarta edição da Gala dos Sonhos será transmitida em direto na TVI, marcando a mudança de canal após três anos consecutivos de transmissão pela SIC. Esta alteração ocorreu após o final do contrato que ligava a Associação Sara Carreira à SIC, o qual cessou em maio do mesmo ano. 

## Contexto
A Associação Sara Carreira, nasceu em março de 2021 com o desígnio de dar continuidade aos sonhos da Sara, honrar a sua forma de vida generosa e fazer perdurar a sua memória no tempo.
A ASC é uma Associação sem fins lucrativos com a Missão de apoiar crianças e jovens adultos, com poucos recursos, na concretização dos seus sonhos para chegar mais longe, apoiando-os na continuidade da sua formação. Tem como Visão proporcionar um futuro para jovens com talento e dificuldades financeiras baseando-se nos Valores de Credibilidade, Família e Compromisso.
A ASC reflete tudo aquilo que foi Sara Carreira e é a forma como a família deseja perpetuar a sua memória: ajudar o próximo e lançar sementes de talentosas crianças e jovens carenciados. 

## Galas
| Edição | Data                   | Local                    | Apresentador(es)   | Canal |
| ------ | ---------------------- | ------------------------ | ------------------ | ----- |
| I      | 1 de dezembro de 2021  | Centro Cultural de Belém | Fátima Lopes       | SIC   |
| II     | 4 de dezembro de 2022  | Campo Pequeno            | Fátima Lopes       | SIC   |
| III    | 17 de dezembro de 2023 | Altice Arena             | Fátima Lopes       | SIC   |
| IV     | 6 de dezembro de 2024  | Campo Pequeno            | Manuel Luís Goucha | TVI   |

## Audiências
-

| Gala dos Sonhos | Gala dos Sonhos | Gala dos Sonhos | Gala dos Sonhos | Gala dos Sonhos | Gala dos Sonhos | Gala dos Sonhos | Gala dos Sonhos | Gala dos Sonhos | Gala dos Sonhos |
| Ano             | Rating (%)      | Share (%)       | Pico máximo     | Pico máximo     | Emissão         | Emissão         | Telespetadores  | Telespetadores  | Ref.            |
| Ano             | Rating (%)      | Share (%)       | Rating (%)      | Share (%)       | Início          | Duração         | Telespetadores  | Telespetadores  | Ref.            |
| Ano             | LIVE+VOSDAL     | LIVE+VOSDAL     | LIVE+VOSDAL     | LIVE+VOSDAL     | Início          | Duração         | Média           | Total           | Ref.            |
| --------------- | --------------- | --------------- | --------------- | --------------- | --------------- | --------------- | --------------- | --------------- | --------------- |
| 2021            | 15,6%           | 31,7%           | 16,6%           | 34,9%           | —               | —               | —               | —               | [ 4 ]           |
| 2021            | 10,8%           |                 | 16,6%           | 34,9%           | —               | —               | —               | —               | [ 4 ]           |
| 2021            | 35,5%           |                 | 16,6%           | 34,9%           | —               | —               | —               | —               | [ 4 ]           |
| 2022            | 10,3%           | 20,1%           | 11,3%           | 17,9%           | 21:45:00        | —               | —               | —               | [ 5 ]           |
| 2022            | 7,2%            | 19,7%           | 11,3%           | 17,9%           | 21:45:00        | —               | —               | —               | [ 5 ]           |
| 2022            | 4,7%            | 17,9%           | 11,3%           | 17,9%           | 21:45:00        | —               | —               | —               | [ 5 ]           |
| 2023            | 7,2%            | 13,8%           | —               | —               | —               | —               | —               | —               | [ 6 ]           |
| 2023            | 6,5%            | 16,3%           | —               | —               | —               | —               | —               | —               | [ 6 ]           |
| 2023            | 4,2%            | 15,7%           | —               | —               | —               | —               | —               | —               | [ 6 ]           |